# Europese weg 43
De Europese Weg 43 of E43 is een Europese weg die loopt van het Zuid-Duitse Würzburg naar het Zwitserse Bellinzona. Hierbij doet de weg Duitsland, Oostenrijk en Zwitserland aan.

## Algemeen
De Europese weg 43 is een van de Europese Noord-Zuid-verbindingswegen en verbindt het Zuid-Duitse Würzburg met het Zwitserse Bellinzona en komt hiermee op een afstand van ongeveer 517 kilometer. De route is door de UNECE als volgt vastgelegd: Würzburg - Ulm - Lindau - Bregenz - St. Margrethen - Buchs - Chur - San Bernardino - Bellinzona.

## Duitsland
De E43 die in Würzburg begint bij het Dreieck Würzburg-West (aansluiting E41), volgt eerst de A3 tot Kreuz Biebelried (kruising E45). Vandaar gaat de E43 verder via de A7 via Kreuz Feuchtwangen/Crailsheim (kruising E50) en Kreuz Ulm-Elchingen (kruising E52) tot Kreuz Memmingen (afsplitsing E532, Kruising E54). Vanaf hier loopt de E43 gelijk met de E54 via de Duitse A96 tot Lindau. De E43 blijft hier via de A96 doorlopen tot de grensovergang Lindau.

## Oostenrijk
Vanaf de grensovergang Lindau loopt de E43 een kort stukje (9 km) via de Oostenrijkse A14, de Rheintal/Walgau Autobahn, waarvan het grootste deel ook nog eens via de Pfändertunnel verloopt. Daarna gaat het vooralsnog via de Citytunnel van Bregenz en de B202, de Schweizer Straße naar de grens met Zwitserland. Op termijn zal de route gaan verlopen via de geplande  S18, de Bodensee Schnellstraße.

## Zwitserland
Met uitzondering van het begin waar nog geen directe aansluiting met het Oostenrijkse snelwegnet is gerealiseerd, loopt de E43 geheel via de A13 van St. Margrethen (kruising E60), via de tunnel bij San Bernandino tot aan het eindpunt in Bellinzona (aansluiting E35)

## Europese wegen die de E43 kruisen
Tijdens de route kruist de E43 in volgorde de volgende Europese wegen:
- De E41, bij Würzburg in Duitsland.
- De E45, bij Biebelried in Duitsland.
- De E50, bij Feuchtwangen in Duitsland.
- De E52, bij Ulm in Duitsland.
- De E532, bij Memmingen in Duitsland.
- De E54, bij Memmingen in Duitsland.
- De E60, tussen Bregenz in Oostenrijk en St. Margrethen in Zwitserland via hetzelfde traject.
- De E35, bij Bellinzona in Zwitserland.